# Повел
Повел — протока реки Кемпаж, протекает в Берёзовском районе Ханты-Мансийского автономного округа. Берёт начало из протоки Малый Кемпаж, устье находится в 43 км от устья по правому берегу протоки Большой Кемпаж реки Кемпаж. Длина реки составляет 28 км, высота устья — 17 м.

## Данные водного реестра
По данным государственного водного реестра России относится к Нижнеобскому бассейновому округу, водохозяйственный участок реки — Северная Сосьва, речной подбассейн реки — Северная Сосьва. Речной бассейн реки — (Нижняя) Обь от впадения Иртыша.
По данным геоинформационной системы водохозяйственного районирования территории РФ, подготовленной Федеральным агентством водных ресурсов.